# Petit lac Dufresnoy
Pour les articles homonymes, voir Dufresnoy.
Ne doit pas être confondu avec Dufresne.
Le Petit lac Dufresnoy est un plan d'eau douce situé dans la ville de Rouyn-Noranda, dans la région administrative de l'Abitibi-Témiscamingue, au Québec, au Canada.
La foresterie constitue la principale activité économique du secteur. Les activités récréotouristiques arrivent en second, notamment la villégiature qui s’est développée sur la rive Nord et la rive Est, grâce à deux routes d’accès (chemin du rang du Parc dans le sens Est-Ouest et une route secondaire dans le sens Nord-Sud).
Un hameau est situé à 2,5 km au Nord du Petit lac Dufresnoy, autour de l’intersection de deux routes. Le bassin versant du Petit lac Dufresnoy est desservi du côté Nord par la route du rang du Parc, et du côté Est par le chemin du rang des Ponts.
Annuellement, la surface du lac est généralement gelée de la mi-novembre à la fin avril, néanmoins, la période de circulation sécuritaire sur la glace est habituellement de la mi-décembre à la mi-avril.

## Géographie
Les bassins versants voisins du Petit lac Dufresnoy sont :
- côté nord : ruisseau Fortier, ruisseau Lépine, rivière Fréville, rivière Bassignac ;
- côté est : rivière Dufresnoy, rivière Kinojévis ;
- côté sud : lac d’Alembert, lac Routhier, lac Dufault, rivière Kinojévis ;
- côté ouest : lac Dufresnoy, rivière D'Alembert, rivière Lanaudière, lac Duparquet.

Le « Petit lac Dufresnoy » comporte les dimensions suivantes : longueur : 2,1 km ; largeur : 1,0 km ; altitude : 276 m. Ce lac qui comporte une seule île (au centre du lac), s’alimente de « La Passe » (situé du côté Ouest laquelle déverse les eaux venant du lac Dufresnoy) et du ruisseau Fortier (venant du Nord) drainant une zone de marais.
L’embouchure du « Petit lac Dufresnoy » est situé sur la rive Sud-Est du lac, soit à :
- 10,4 km à l’ouest de l’embouchure de la rivière Dufresnoy ;
- 10,0 km au nord du lac Dufault ;
- 21,4 km au nord du centre-ville de Rouyn-Noranda ;
- 60,4 km au nord-ouest de la confluence de la rivière Kinojévis avec la rivière des Outaouais[1].

À partir de l’embouchure du « Petit lac Dufresnoy », le courant coule vers le sud-est en empruntant la rivière Dufresnoy, puis emprunte la rivière Kinojévis. Cette dernière coule généralement vers le sud et le sud-est en allant se déverser sur la rive nord-ouest de la rivière des Outaouais.

## Toponymie
Le terme « Dufresnoy » s'avère un patronyme de famille d'origine française.
L'hydronyme « Petit lac Dufresnoy » a été officialisé le 27 février 1971 à la Commission de toponymie du Québec, soit à la création de la Commission.